# Hampton-in-Arden
Hampton-in-Arden è un paese della contea delle West Midlands, in Inghilterra.